# SN 2007dn
SN 2007dn – supernowa typu Ia odkryta 24 kwietnia 2007 roku w galaktyce A152245+1713. W momencie odkrycia miała maksymalną jasność 18,90m.